# بيت العولقي (السدة)

تعديل مصدري - تعديل

بيت العولقي هي إحدى قرى عزلة الأعماس بمديرية السدة التابعة لمحافظة إب، بلغ تعداد سكانها 295 نسمة حسب تعداد اليمن لعام 2004.